# Адаєвський сільський округ
Ада́євський сільський округ (каз. Адай ауылдық округі, рос. Адаевский сельский округ) — адміністративна одиниця у складі Камистинського району Костанайської області Казахстану. Адміністративний центр — село Адаєвка.
Населення — 909 осіб (2021; 1336 у 2009, 3266 у 1999, 4785 у 1989).
Станом на 1989 рік існували Горьківська сільська рада (села Адаєвка, Гагаріно, Тітово, селище Цілинний), Жаїлминська сільська рада (села Жаїлма, Сахаровка, селища Булди, Туфановка) та Пушкінська сільська рада (села Прирічне, Пушкіно). Після 1999 року Пушкінський сільський округ перетворено в сільську адміністрацію. Село Булди було ліквідовано 2005 року, село Туфановка — 2009 року. 2012 року була ліквідована Пушкінська сільська адміністрація, територія увійшла до складу Жаїлминського сільського округу. 2014 року ліквідовано село Цілинне, Горьківський сільський округ перетворено в Адаєвську сільську адміністрацію. Село Сахаровка було ліквідоване 2019 року, Жаїлминський сільський округ був розділений на Жаїлминську сільську адміністрацію та Пушкінську сільську адміністрацію, які разом з Адаєвською сільською адміністрацією утворили Адаєвський сільський округ.

## Склад
До складу адміністрації входять такі населені пункти:
| Населений пункт   | Старі назви | Населення, осіб (1989) | Населення, осіб (1999) | Населення, осіб (2009) | Населення, осіб (2021) |
| ----------------- | ----------- | ---------------------- | ---------------------- | ---------------------- | ---------------------- |
| Адаєвка, село     | -           | 1352                   | 966                    | 746                    | 559                    |
| Булди, село       | -           | 149                    | 21                     | -                      | -                      |
| Гагаріно, село    | -           | 85                     | 0                      | -                      | -                      |
| Жаїлма, село      | -           | 1368                   | 1004                   | 291                    | 233                    |
| --Сахаровка, село | -           | 273                    | 205                    | 39                     | 1                      |
| Прирічне, село    | -           | 142                    | 232                    | -                      | -                      |
| Пушкіно, село     | -           | 1175                   | 671                    | 237                    | 116                    |
| Тітово, село      | -           | 2                      | -                      | -                      | -                      |
| Туфановка, село   | -           | 52                     | 33                     | 2                      | -                      |
| Цілинне, село     | Цілинний    | 187                    | 134                    | 21                     | -                      |